# دودمان سارگون
دودمان سارگونی آخرین دودمان حکومتگر آشور بود که به عنوان پادشاهان آشور در طول امپراتوری آشوری نو برای کمی بیش از یک قرن از زمان به پادشاهی رسیدن سارگون دوم در ۷۲۲ پیش از میلاد تا سقوط آشور در ۶۰۹ پیش از میلاد، بر قلمروی گسترده‌ای حکومت کردند. اگرچه آشور در نهایت در زمان حکومت آنها سقوط کرد، دودمان سارگونی در اوج قدرت خود و سه جانشین بلافصل سارگون دوم سناخریب (۷۰۵–۶۸۱ پیش از میلاد)، اسرحدون (۶۸۱–۶۶۹ پیش از میلاد) آشوربانیپال (۶۶۹–۶۲۵ پیش از میلاد) بر کشور حکومت کردند. اگرچه این دودمان شامل هفت پادشاه آشوری، دو پادشاه دست نشانده در بابل و شاهزادگان متعدد است، اصطلاح «سارگونی» گاهی فقط برای سناخریب، اسرحدون و آشوربانیپال به کار می‌رود.
اگرچه دودمان سارگونی‌ها فقط سلطنت چند پادشاه را در بر می‌گیرد، اما حکومت آنها باعث شد که مرزهای امپراتوری به گونه‌ای رشد کند که کل خاور نزدیک باستان، مدیترانه شرقی، آسیای صغیر، قفقاز و بخش‌هایی از شبه جزیره عربستان و شمال آفریقا را دربرگیرد و شاهد انقیاد رقبایی چون بابل، ایلام، پارس، اورارتو، لیدیه، مادها، فریگیه، کیمریان، اسرائیل، یهودا، فینقیه، کلده، کنعان، امپراتوری کوشی، اعراب و مصر باشد، این دولت‌ها همان‌طور که رقبای آشور بودند یا به‌طور کامل تسخیر شده یا دست‌نشانده آشور شدند.
پس از فتح مجدد بابل توسط سارگون دوم در سال ۷۱۰ پیش از میلاد، سارگونی‌ها نیز به‌طور دوره‌ای به عنوان پادشاهان بابل حکومت می‌کردند، اگرچه گاهی ترجیح می‌دادند پادشاهان دست‌نشانده تعیین کنند؛ زیرا به آنان ثابت شد که کنترل بابل بسیار دشوار است، زیرا این شهر و سرزمین‌های اطراف آن در جنوب میانرودان، علیرغم اینکه روش‌های مختلفی برای جلب رضایت بابلی‌ها انجام می‌شد، بارها و بارها علیه پادشاهان سارگونی شورش کردند. در شورشی نهایی، توسط نبوپلسر در سال ۶۲۶ پیش از میلاد، موفق به تأسیس یک پادشاهی مستقل جدید به نام امپراتوری بابل نو شد که کمتر از دو دهه بعد امپراتوری آشوری نو را نابود کرد و به حکومت آنان پایان داد. در دوران دودمان سارگونی‌ها، بابلی‌ها با مادها که رقبای آشوری‌ها نیز بودند، متحد شده و اگرچه جنگ ماد و بابل علیه امپراتوری آشور در ابتدا قطعی نبود، سقوط نینوا و مرگ پادشاه سین-شر-ایشکون در سال ۶۱۲ پیش از میلاد یک ضربه مهلک برای امپراتوری آشور بود. جانشین سین-شر-ایشکون، آشور-اوبالیت دوم آنچه از ارتش آشور باقی مانده بود را در شهر حران گرد آورد، اما شهر در ۶۱۰–۶۰۹ پیش از میلاد طی نبرد و محاصره‌ای سخت، سقوط کرد و در تلاش برای بازپس‌گیری آن در ۶۰۹ پیش از میلاد شکست خورد و حکومت دودمان سارگونی‌ها و تاریخ نزدیک به دو هزار ساله آشور به عنوان یک نهاد سیاسی مستقل به پایان رسید.